# Кадфаэль
Брат Кадфаэль (Cadfael) — вымышленный сыщик-любитель, герой серии романов Эллис Питерс.
Кадфаэль — валлийский монах-бенедиктинец, живущий в аббатстве Шрусбери (англ. Shrewsbury Abbey) в XII веке. Он является главным героем всех двадцати книг, написанных и опубликованных в период с 1977 по 1994 год. Многие из них легли в основу радиоспектаклей и телесериала, главную роль в котором исполнил Дерек Джейкоби (англ. Derek Jacobi). 

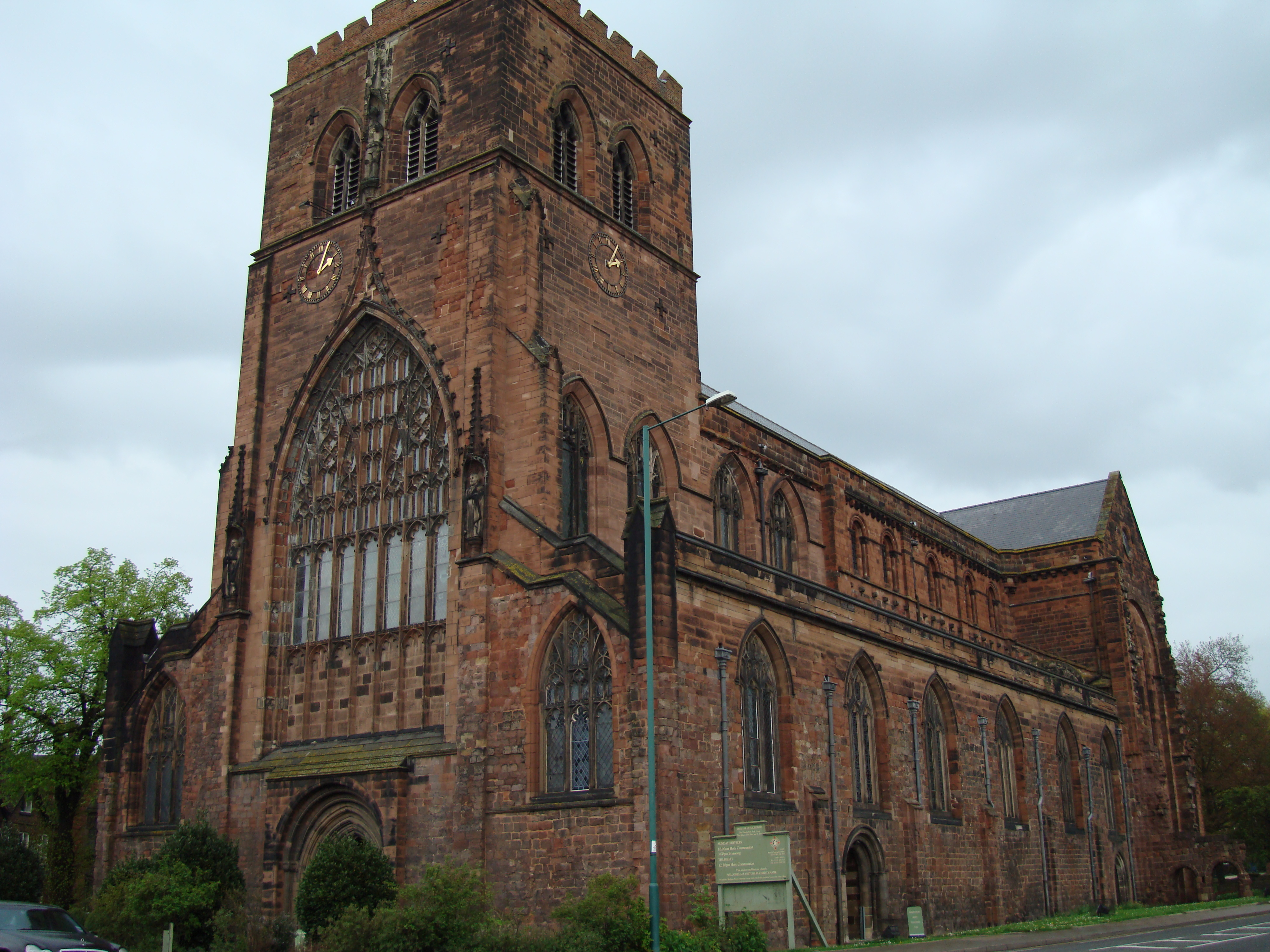
Аббатство Шрусбери
(Shrewsbury Abbey)

## Историческая подоплёка
Действие романов развивается между 1135 и 1145 годами, во времена гражданской войны между королевой Матильдой и королём Стефаном Блуаским. Некоторые романы о Кадфаэле описывают или ссылаются на имевшие место исторические события того времени. В частности, в двух первых книгах («Страсти по мощам» и «Один лишний труп») описываются события перенесения мощей Святой Уинифред в аббатство Шрусбери в 1138 году.

## Персонаж

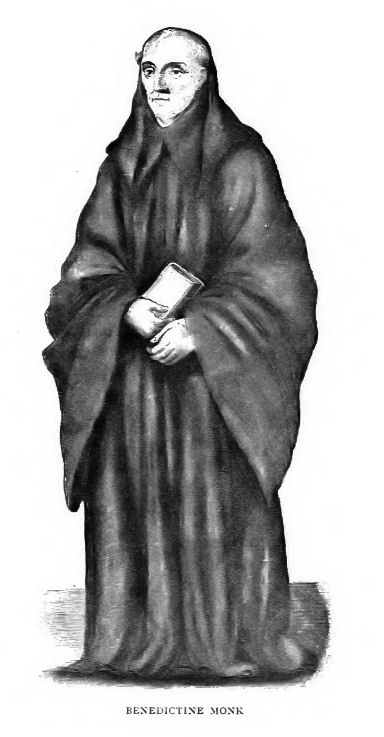
Монах-бенедиктинец

Брат Кадфаэль — общительный человек. Он легко находит общий язык с любым человеком, будь то бедняк или богач, виллан или свободный человек, нормандец или сакс, человек из нижних слоев общества или представитель аристократии, и даже с королём Стефаном Блуаским. Его способность «быть как дома» везде берет свои истоки в прошлом Кадфаэля. В частности, нам известно, что до того, как осесть в аббатстве, Кадфаэль много путешествовал, участвовал в крестовых походах, служил моряком на корабле, и побывал во многих средиземноморских портах. Будучи валлийцем по происхождению, он был космополитом по сути. В романе «Монаший капюшон» (англ. Monk’s Hood) некий виллан обращается к Кадфаэлю «господин», на что Кадфаэль поправляет его: «Никому господин, всем брат, если позволите».
Кадфаэль абсолютно аполитичен. Он отказывается встать на какую-либо сторону в гражданской войне между королевой Матильдой и королём Стефаном Блуаским.
Читатель узнает по крайней мере о четырех романтических связях молодого Кадфаэля, в частности, в романе «Монаший капюшон» появляется бывшая невеста Кадфаэля, ныне вдова, по имени Ричильдис. Также из романа «Страсти по мощам» известно об отношениях Кадфаэля с венецианской девушкой Бьянкой, лодочницей-гречанкой Арианной и молодой вдовой из Антиохии Мариам.
У брата Кадфаэля, несмотря на то, что он монах, есть сын, которого зовут Оливье де Бретань (англ. Olivier de Bretagne). Оливье появился на свет от связи Кадфаэля, в бытность его крестоносцем, с мусульманкой Мариам, которая вырастила сына в любви и уважении к отцу и христианству. Кадфаэль встречается с сыном всего несколько раз. Оливье — героический персонаж, бесстрашный и благородный рыцарь, воевавший в гражданскую войну на стороне королевы Матильды.

## Список книг
1. «Страсти по мощам» (A Morbid Taste for Bones), 1977
2. «Один лишний труп» (One Corpse Too Many), 1979
3. «Монаший капюшон» (Monk’s Hood), 1980
4. «Ярмарка святого Петра» (Saint Peter’s Fair), 1981
5. «Прокаженный из приюта святого Жиля» (The Leper of Saint Giles), 1981
6. «Погребенная во льдах» (The Virgin in the Ice), 1982
7. «Воробей под святой кровлей» (The Sanctuary Sparrow), 1983
8. «Послушник дьявола» (The Devil’s Novice), 1983
9. «Выкуп за мертвеца» (Dead Man’s Ransom), 1984
10. «Роковой обет» (The Pilgrim of Hate) 1984
11. «Сокровенное таинство» (An Excellent Mystery), 1985
12. «Тень ворона» (The Raven in the Foregate), 1986
13. «Роза в уплату» (The Rose Rent), 1986
14. «Необычный монах» (A Rare Benedictine), 1988, сборник рассказов:
  1. «Свет, воссиявший по дороге на Вудсток» (A Light on the Road to Woodstock)
  2. «Цена света» (The Price of Light)
  3. «Очевидец» (Eye Witness)
15. «Эйтонский отшельник» (The Hermit of Eyton Forest), 1988
16. «Исповедь монаха» (The Confession of Brother Haluin), 1988
17. «Ученик еретика» (The Heretic’s Apprentice), 1990
18. «Смерть на земле горшечника» (The Potter’s Field) (1990
19. «Датское лето» (The Summer of the Danes), 1991
20. «Святой вор» (The Holy Thief), 1992
21. «Покаяние брата Кадфаэля» (Brother Cadfael’s Penance), 1994

### Хронологический порядок
| №   | Название                                         | Время действия        | Место |
| --- | ------------------------------------------------ | --------------------- | ----- |
| 1.  | «Свет, воссиявший по дороге на Вудсток», рассказ | осень 1120            |       |
| 2.  | «Цена света», рассказ                            | Рождество 1135        |       |
| 3.  | «Страсти по мощам»                               | май 1137              |       |
| 4.  | «Один лишний труп»                               | август 1138           |       |
| 5.  | «Монаший капюшон»                                | декабрь 1138          |       |
| 6.  | «Ярмарка святого Петра»                          | июль 1139             |       |
| 7.  | «Очевидец», рассказ                              | 1139 (приблизительно) |       |
| 8.  | «Прокаженный из приюта святого Жиля»             | октябрь 1139          |       |
| 9.  | «Погребенная во льдах»                           | ноябрь 1139           |       |
| 10. | «Воробей под святой кровлей»                     | весна 1140            |       |
| 11. | «Послушник дьявола»                              | сентябрь 1140         |       |
| 12. | «Выкуп за мертвеца»                              | февраль 1141          |       |
| 13. | «Роковой обет»                                   | май 1141              |       |
| 14. | «Сокровенное таинство»                           | август 1141           |       |
| 15. | «Тень ворона»                                    | декабрь 1141          |       |
| 16. | «Роза в уплату»                                  | июнь 1142             |       |
| 17. | «Эйтонский отшельник»                            | октябрь 1142          |       |
| 18. | «Исповедь монаха»                                | декабрь 1142          |       |
| 19. | «Ученик еретика»                                 | июнь 1143             |       |
| 20. | «Смерть на земле горшечника»                     | август 1143           |       |
| 21. | «Датское лето»                                   | апрель 1144           |       |
| 22. | «Святой вор»                                     | август 1144           |       |
| 23. | «Покаяние брата Кадфаэля»                        | ноябрь 1145           |       |